# Dissidia Final Fantasy NT
Dissidia Final Fantasy NT (яп. ディシディア ファイナルファンタジー NT дисидиа файнару фантадзи: ЭнТэ) — файтинг с элементами ролевого экшена, разработанный командой компании Koei Tecmo Team Ninja и изданный Square Enix для PlayStation 4 и Windows.
Игра является продолжением Dissidia Final Fantasy (2008) и Dissidia 012 Final Fantasy (2011), эксклюзивных для PlayStation Portable; как и в предыдущих частях, игроки сражаются друг с другом, управляя персонажами из игровой серии Final Fantasy.
Dissidia Final Fantasy NT представляет собой консольный порт японской игры для аркадных автоматов Dissidia Final Fantasy (яп. ディシディア ファイナルファンタジー дисидиа файнару фантадзи) 2015 года; её международный релиз состоялся в январе 2018 года.

## Геймплей
Несмотря на то, что боевая система Dissidia Final Fantasy NT была переработана с нуля, некоторые элементы из предыдущих частей всё же перекочевали в игру. Персонажи разделены на четыре боевых класса, отличающихся по определённым критериям: авангардисты по силе, убийцы по ловкости, стрелки по дальности действия, и специалисты по уникальным чертам. Персонажи могут использовать атаки храбрости, которые повышают уровень храбрости игрока в зависимости от количества нанесённого урона. Если противник атакован, когда его храбрость равна нулю, срабатывает слом храбрости, благодаря чему уровень храбрости игрока существенно повышается. Также игрок в состоянии использовать атаки здоровья, которые наносят прямой урон противнику, величина которого зависит от текущего уровня храбрости. Использование атак здоровья обнуляет храбрость игрока, после чего он должен провести новые атаки храбрости, прежде чем снова напрямую атаковать противника.
В отличие от прошлых игр серии Dissidia, в NT разворачиваются сражения три на три: игрок активно управляет одним персонажем, а внутриигровой ИИ контролирует действия двух других. У каждого персонажа есть своя собственная шкала здоровья, а также групповая шкала здоровья всей партии, шкала выносливости и шкала общего призыва. В случае поражения одного из персонажей его показатели пропадают из групповой шкалы здоровья команды; партия проигрывает битву, когда общая шкала полностью истощается. Энергия из шкалы выносливости расходуется, когда игрок выполняет рывок или уклонение, чтобы ограничить злоупотребление этими механиками; при этом счётчик быстро восполняется, если игрок остаётся неподвижен на земле в течение короткого периода времени. Игрок может задействовать щит или уклоняться, чтобы обезопасить себя от вражеского урона, однако со временем щит теряет прочность. Также игрок в состоянии заполнить шкалу призыва при помощи нападения на противника или уничтожая кристаллов призыва; в этом случае появляется одно из призывных существ, таких как Ифрит или Багамут, которое ненадолго становится полноценным участником сражения.
Помимо Standard-поединков в NT присутствуют Core-сражения, при которых команде необходимо оборонять большой кристалл, в то время как другая команда пытается его уничтожить; таким образом, команда, чей кристалл будет уничтожен первым проигрывает битву. В игре присутствует несколько типов аркадных лестниц — с каждой ступенью возрастает сила вражеской команды, управляемой ИИ. Иногда они завершаются бонусной битвой, в которой команда игрока должна победить одного из семи призывных существ, чтобы заработать дополнительные очки. Также в игре есть многопользовательские онлайн-сражения, в которых игроки формирует команды из трёх человек и противостоят команде противника.
Участвуя в онлайн- и офлайн-сражениях, игрок получает очки опыта, позволяющие повысить как общий уровень пользователя, так и уровни отдельных персонажей. По мере повышения уровня персонажи будут получать награды, такие как новые атаки здоровья. С повышением уровня игрок получает дополнительные награды, такие как новые EX-навыки, призывы и жетоны воспоминаний, последние из которых необходимо приобрести для продвижения в сюжетном режиме игры.

## Сюжет
События NT разворачиваются намного позже сюжетов двух предыдущих игр серии Dissidia, но предшествуют аркадной версии; конфликт между Материей, богиней защиты, и Спиритусом, богом разрушения, приводят к восстановлению измерения Мира Б, в который возвращаются воины Космос и Хаоса в качестве чемпионов новых богов. В отличие от прошлой части, призванные воины сохраняют воспоминания как о предыдущей войне, так и о своих родных мирах, которые используются для расширения Мира Б.
Воины Материи расходятся, чтобы установить причину очередного конфликта. Вскоре они узнают, что оба бога являются воплощением воли Космос и Хаоса. Также герои сталкиваются с новой угрозой в лице «пожирателей миров» —  воплощений Синрю, дракона, стоявшего за созданием цикла войны между Космос и Хаосом. Когда пожиратели миров заполняют мир, обе стороны конфликта заключают перемирие во имя уничтожения Синрю. Воины убивают его и возвращаются в свои миры. В мире Б остаются из копии, наделённые их воспоминаниями, которые продолжают сражаться во имя богов.

## Персонажи
Всего в Dissidia Final Fantasy NT есть 38 игровых персонажей. На момент запуска в аркадной версии было 14 бойцов, включая 13 героев из предыдущих игр серии и нового героя из Final Fantasy XIV (2013), причём с каждым внутриигровым обновлением после запуска список пополнялся новыми протагонистами. Изначально в NT присутствовали все персонажи из аркадной версии на момент её выпуска — 28 героев. После появления в аркадой версии 10 новых персонажей, они некоторое время оставались эксклюзивными в версии для PlayStation 4, а затем были добавлены в игру в качестве DLC. NT — первая игра серии Dissidia, в которой появились герои из спин-оффов Final Fantasy, таких как Tactics (1997) и Type-0 (2011).
Новые персонажи серии выделены жирным шрифтом:
| Оригинальная игра     | Доступные в аркадной версии | Доступные в домашних консолях | Доступные после релиза для домашних консолей |
| --------------------- | --------------------------- | ----------------------------- | -------------------------------------------- |
| Final Fantasy         | Воин Света                  | Гарланд                       |                                              |
| Final Fantasy II      | Фирион                      | Император                     |                                              |
| Final Fantasy III     | Луковый рыцарь              | Облако Тьмы                   |                                              |
| Final Fantasy IV      | Сесил Харви                 | Каин Хайвинд, Голбез          |                                              |
| Final Fantasy V       | Барц Клаузер                | Эксодес                       |                                              |
| Final Fantasy VI      | Терра Бранфорд              | Кефка Палаццо                 | Локк Коул                                    |
| Final Fantasy VII     | Клауд Страйф                | Сефирот                       | Тифа Локхарт                                 |
| Final Fantasy VIII    | Скволл Леонхарт             | Ультимеция                    | Риноа Хартилли                               |
| Final Fantasy IX      | Зидан Трибал                | Куджа                         |                                              |
| Final Fantasy X       | Тидус                       | Джект                         | Юна                                          |
| Final Fantasy XI      | Шантото                     |                               | Кам’ланаут                                   |
| Final Fantasy XII     | Ваан                        |                               | Вейн Карудас Солидор, Габрант                |
| Final Fantasy XIII    | Лайтнинг                    |                               | Сноу Вильерс                                 |
| Final Fantasy XIV     | Йштола Рул                  |                               | Зенос яэ Галвус                              |
| Final Fantasy XV      |                             | Ноктис Люцис Кэлум            | Ардин Изуния                                 |
| Final Fantasy Tactics |                             | Рамза Беульв                  |                                              |
| Final Fantasy Type-0  |                             | Ас                            |                                              |

## Разработка и релиз
Разработкой Dissidia Final Fantasy NT занималась команда Team Ninja. В феврале 2015 года, во время выставки Japan Amusement Expo, Square Enix анонсировали выход новой части Dissidia для аркадных автоматов. Спустя год после релиза Square Enix приступила к созданию порта для PlayStation 4. На начальных этапах разработки Team Ninja рассматривала возможность использования движка Soft Engine, чтобы кожа персонажей выглядела более гладкой, однако отказалась от этой идеи из-за небольшого количества игровых героев. 26 ноября того же года состоялся релиз версии для аркадных автоматов.
Руководитель разработки Такео Кудзираока намекнул на появление протагониста Final Fantasy XV (2016)  Ноктиса Люциса Кэлума, который, в конечном итоге, пополнил список персонажей. Также Кудзираока рассчитывал, что игра выйдет за пределами Японии и станет киберспортивной.
Во время разработки консольной версии в приоритете у Team Ninja были добавление сюжетного режима и доработка геймплея. В конечном итоге порт для PlayStation 4 получил название Dissidia Final Fantasy NT; создатели подтвердили, что аббривиатуру NT можно расшифровать, как «Новое испытание», «Новый турнир» и «Новая сказка». За написание сюжета Dissidia NT отвечали один из руководителей проекта Кадзусигэ Нодзима и сценарист Final Fantasy XV Саори Итамуро. 30 января 2018 года Dissidia NT вышла на PlayStation 4. 12 марта 2019 года в Steam стала доступна бесплатная версия игры для PlayStation 4 и Windows.
К февралю 2020 года Square Enix перестала выпускать внутриигровые обновления, добавлять новых персонажей и заявила об отсутствии планов на продолжение. Изначально разработчики планировали дополнить список до 50 персонажей, в котором были бы все герои из предыдущих игр серии; из Dissidia 012 в NT не вернулись: Гильгамеш, Лагуна, Прише и Дикий Хаос. По информации Dataminers, вышеупомянутые персонажи — за исключением Дикого Хаоса — а также Зак Фэйр и Виви Орнитир должны были появиться в игре.

## Восприятие
| Сводный рейтинг    | Сводный рейтинг |
| Агрегатор          | Оценка          |
| ------------------ | --------------- |
| GameRankings       | 65,09 %         |
| Metacritic         | 67/100          |
| Иноязычные издания |                 |
| Издание            | Оценка          |
| Destructoid        | 7/10            |
| Edge               | 5/10            |
| EGM                | 7,0/10          |
| Famitsu            | 35/40           |
| Game Informer      | 6/10            |
| GameRevolution     | [ 38 ]          |
| GameSpot           | 5/10            |
| IGN                | 6,9/10          |
| GamesTM            | 6/10            |
| GamesMaster        | 79 %            |

В течение 2015 года на территории Японии функционировали более 3000 игровых автоматов с Dissidia Final Fantasy NT, которые пользовались большим спросом у игроков. Игра стала частью программы на киберспортивном мероприятии Evo 2017.
За первую неделю с момента релиза версии Dissidia Final Fantasy NT для PlayStation 4 в Японии было продано 105 667 копий, что сделало её самой продаваемой игрой недели в стране. К январю 2018 года тираж составил 134 100 проданных экземпляров. Игра получила положительный рейтинг в 1521 выпуске японского журнала Famitsu — 9/9/9/8 [35/40], однако была неоднозначно принята за пределами страны. Рецензенты хвалили игру за инновационную боевую систему три на три и хороший фан-сервис, но в то же время критиковали её за пользовательский интерфейс, онлайн-сборку игроков и отсутствие контента.
На презентации подведения итогов за третий квартал 2018 года Square Enix сообщила, что игра не оправдала ожиданий руководства, однако представители компании выразили надежду, что хорошая рекламная кампания, наряду с новыми обновлениями и дополнительным контентом, поспособствуют увеличению спроса.
Игра получила номининацию на премию National Academy of Video Game Trade Reviewers Awards в категории «Дизайн костюмов», но проиграла Red Dead Redemption 2 (2018).
Dissidia Final Fantasy NT достигла 5-го места в чарте загрузок PlayStation Store.